# 字节跳动
字节跳动有限公司（英語：ByteDance Ltd.），简称字节跳动（英語：ByteDance），是在开曼群岛注册登记的一家跨国互联网技术公司，其前身最早始创于中国北京市海淀区，也是Tiktok有限公司（开曼群岛）和抖音集团（香港）有限公司的母公司。字节跳动有限公司经由抖音集团（香港）有限公司通过协议控制模式实际控制下列公司实体：
- 抖音有限公司（英語：Douyin Limited.）[註 2]，通称抖音集团（英語：Douyin Group），是在中华人民共和国注册登记的一家有限责任公司，总部位于北京市，系社交软件抖音、今日头条的运营公司。

字节跳动成立于2012年3月。字节跳动旗下有产品媒體聚合服務今日头条和短影音抖音（及其海外版本TikTok）、西瓜视频、社交平台Lemon8等，也有一些加入人工智能技術的專業生產力軟件，例如剪映、辦公套裝拉客（Lark，中國版本稱飛書）等業務。
至2018年，字节跳动的移动应用程序月度用户超过十亿人，估值750亿美元，超越Uber成为全球最有价值的创业公司。截至2019年7月，字节跳动的产品和服务已覆盖全球150个国家和地区、75个语种，曾在40多个国家和地区位居应用商店总榜前列。
在中国互联网企业中，字节跳动被认为与百度、腾讯两大巨头有强烈的竞争关系，因字节跳动资金主要来源于抖音和今日头条的广告收入。
至2020年3月，字节跳动已经有六万员工，并计划再增员一万人。投资人和内部消息将字节跳动2019年的营收定在1,040亿元至1,400亿元人民币，超过了Uber、Snapchat和推特的总和。在中国，其广告收入也超越了腾讯，仅次于阿里巴巴。抖音及Tiktok的全球下载量达1.15亿次，固定用户近10亿。

## 历史

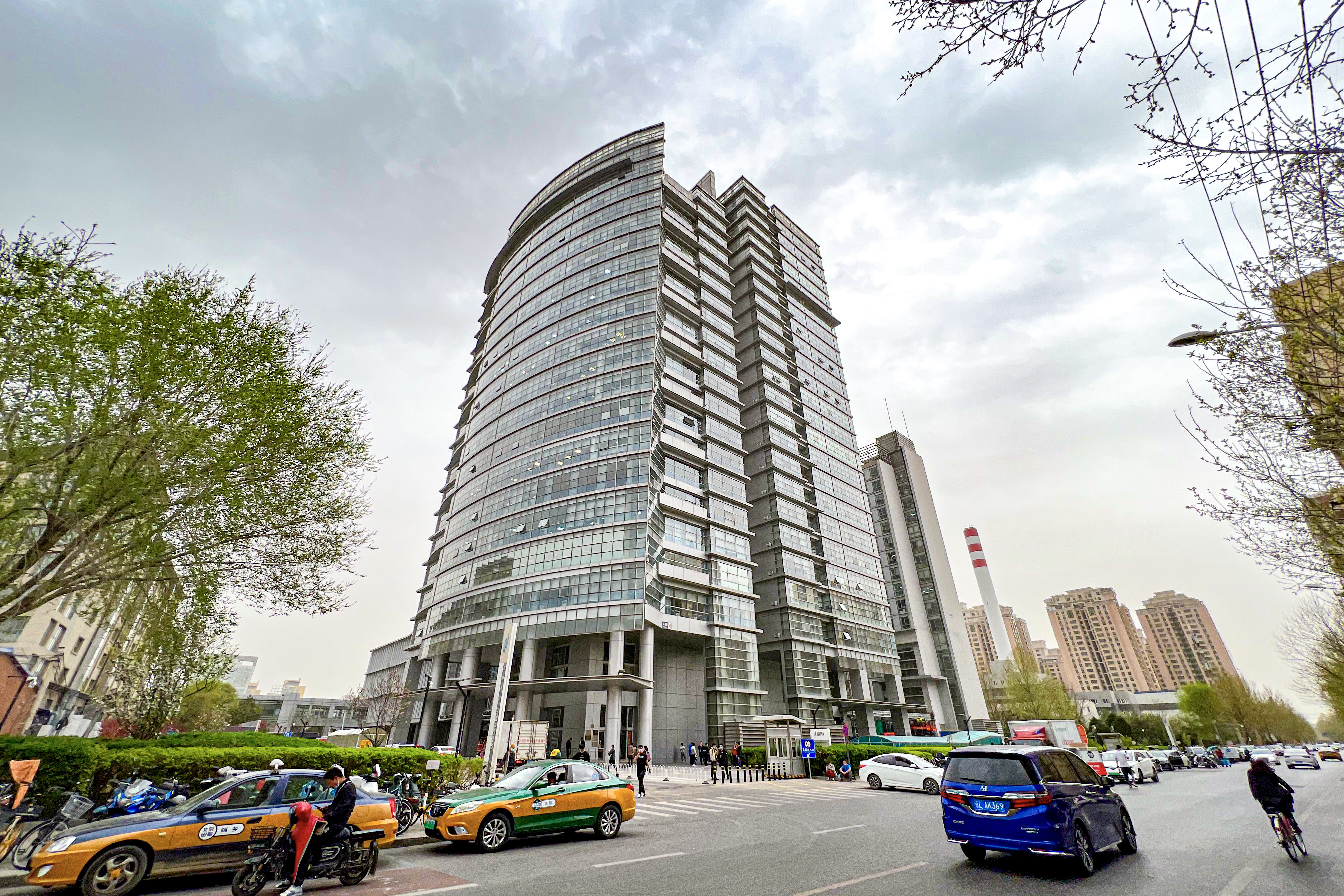
字节跳动2013年从锦秋家园迁入盈都大厦

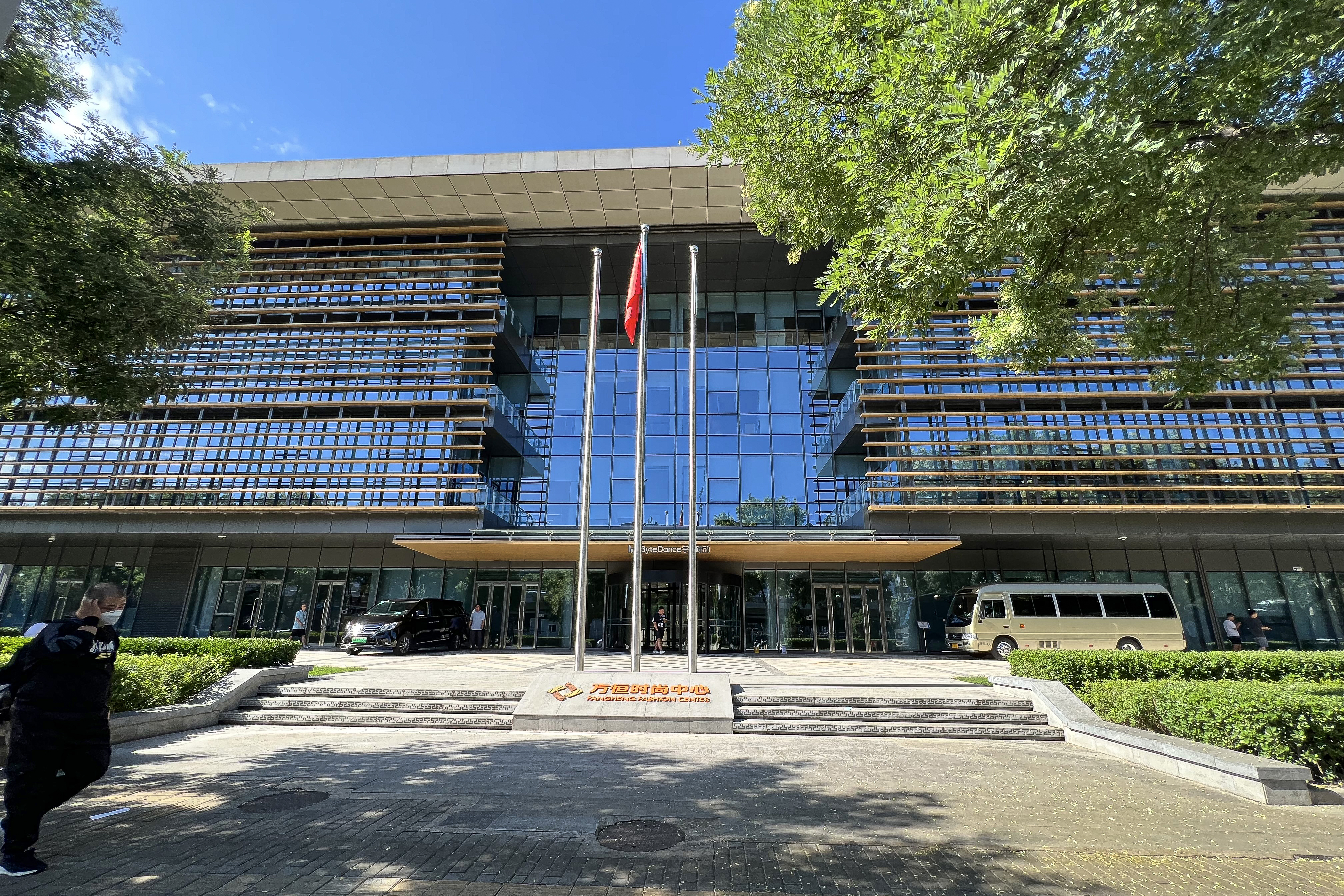
字节跳动2020年开始在方恒时尚中心（于2024年3月更名抖音时尚中心）办公，楼门及楼顶亦标有字节跳动标识（2024年3月改为抖音集团）

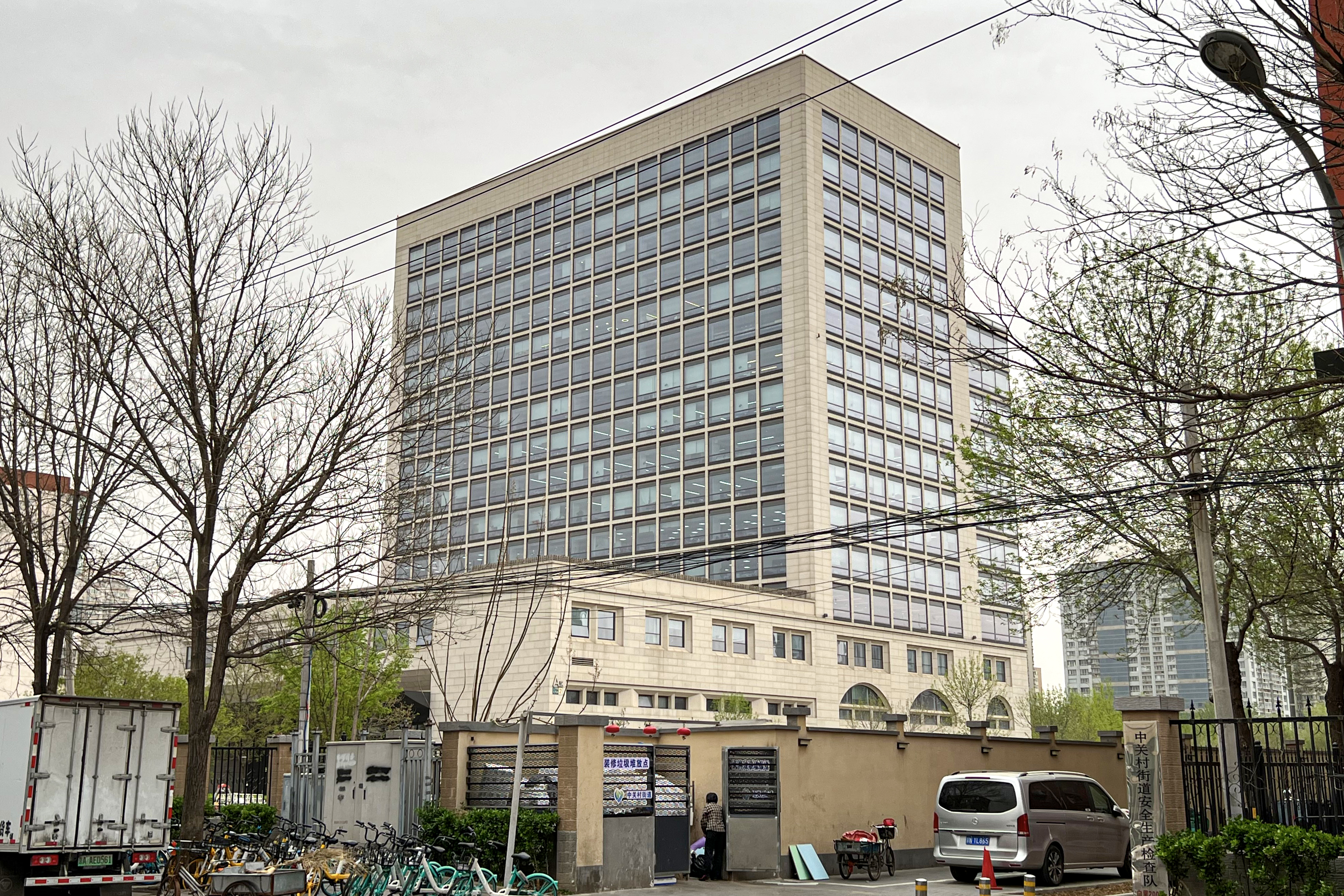
中航广场为抖音集团的注册地址与原实际总部，2023年，抖音集团总部迁离此处并搬迁至位于大钟寺附近的1733

2011年，张一鸣观察到网民逐渐从传统的个人电脑迁移到智能手机，于2012年创建了北京字节跳动科技有限公司（即后来的抖音集团）。张一鸣认为可以通过人工智能，向用户推荐其感兴趣的内容。张一鸣判断中国网民时常不能在互联网找到其感兴趣的信息，如中国市场的搜索引擎百度，常将广告与搜索结果混为一谈，导致了后来的百度医疗广告丑闻。
2012年3月9日，字节跳动获得数百万元人民币来自源码资本曹毅与天使投资人刘峻、周子敬的天使轮投资。2012年7月1日，字节跳动获得SIG海纳亚洲创投基金100万美元的A轮融资。
字节跳动在2012年8月推出新闻推荐的应用今日头条。该平台研究用户阅读和搜索的内容，根据这些习惯推荐信息和文章。使用的人越多，随着数据的累计以及算法的进步，用户体验会越好，停留的时间也越长。到2014年中，头条日活跃用户已经攀升到1300多万。红杉于此时领投了1亿美元的C轮融资。
2013年9月1日，字节跳动获得DST Global、奇虎360的1000万美元B轮融资。2014年6月1日，字节跳动获得红杉资本中国、新浪微博基金、顺为资本1亿美元的C轮融资，股份占比达到20%，公司估值达到5亿美元。
2014年10月，字节跳动成立中共党支部，2017年4月成立中共党委，由公司副总裁张辅评担任党委书记。
在2016年9月左右，字节跳动推出抖音。抖音让用户可以拍摄和编辑15秒钟的短视频，添加滤镜，并在微博或微信等平台上分享。这种形式吸引了年轻人关注，一经推出便一炮而红，以至于微信后来封杀了该应用的直接入口。此时，字节跳动开始与同行的创业公司快手（于2017年从腾讯融资）以及腾讯旗下的短视频平台微视展开竞争。但字节跳动早期的成功带来了比对手更多的投资，在当时已超过10亿美元，其中包括红杉资本等知名投资人。随着资金和知名度的不断增长，抖音开始从竞争对手的应用中挖来热门的内容制作人，并向他们支付报酬，进行独家创作。
2016年12月30日，字节跳动获得红杉资本中国（汪溪沙任投资合伙人)、建银国际（栗战书之女栗潜心任董事长) 10亿美元的D轮融资，股份占比达到9%，公司估值达到110亿美元。
2017年，字节跳动以8亿美元收购了中国创始者在美国创办的手机应用 Musical.ly。字节跳动认为Musical.ly和抖音（在中国大陆以外称为 TikTok）具有协同效应，并将两者合并。2017年11月字节跳动月活跃使用人数超过2亿，2018年8月香港本匯鯨媒體投資公司旗下富比世對其估值达到750亿美元，成为全球最大的独角兽企业。
2017年8月1日，字节跳动获得General Atlantic 20亿美元的E轮融资，股份占比达到9%，公司估值达到222.22亿美元。
2018年7月2日，字节跳动收购半次元。但在几年后的2023年6月12日，半次元宣布即将停止服务，同年7月12日，半次元正式停运。
2018年10月20日，字节跳动获得软银愿景基金、KKR、春华资本、云峰基金、General Atlantic40亿美元的Pre-IPO融资，股份占比达到5%，公司估值达到750亿美元。
2019年1月，抖音推出首款视频社交产品多闪；字节跳动发布商业品牌巨量引擎。3月，推出“DOU知计划”。4月，抖音“非遗合伙人”计划上线。
2019年11月1日，原錘子科技COO、現字節跳動新石實驗室總裁吳德周在北京發佈堅果Pro 3系列手機，並對外公佈了手機團隊在字節跳動的定位。吳德周首先對堅果和字節跳動的關係做出澄清。他表示，2019年初堅果手機整個團隊加入字節跳動，並成立新石實驗室。除了羅永浩以外，堅果手機的所有的軟硬件核心人員都隨之進入字節跳動。字节跳动仅从锤子方面收购了坚果手机资产，空气净化器“畅呼吸”和行李箱“地平线”等资产仍然为锤子科技所有。罗永浩仍然是锤子科技CEO。
2020年1月8日，火山小视频和抖音短视频正式宣布品牌整合升级，原火山小视频更名为抖音火山版。
2020年1月26日“中国红十字基金会字节跳动医务工作者人道救助基金”全面启动运行以来，截至2月8日，全国已经有142位疫情防控一线医务工作者获得该基金资助。其中137位因抗击疫情而不幸感染的一线医务人员，每人获资助10万元；5位因抗击疫情而不幸殉职的一线医务人员，每个家庭获资助100万元。
2020年3月30日，字节跳动获得Tiger Global Management的战略投资，公司估值达到1000亿美元。2020年3月12日，时值公司成立八周年之际，张一鸣宣布卸任字节跳动中国区董事长，任命张利东和张楠分别为字节跳动中国区董事长和CEO。
2020年，字节跳动与乐华娱乐联合推出虚拟偶像团体A-SOUL，有5名成员出道，在哔哩哔哩和抖音等平台活动，引发反响。但在几年后的2024年，字节跳动将其持有的A-SOUL版权和控制权完全出售给乐华娱乐。
2021年11月2日，首席执行官梁汝波发布全员邮件宣布组织调整，实行业务线BU化（Business Unit，业务单元），成立六个业务板块：抖音、大力教育、飞书、火山引擎、朝夕光年和TikTok。相关业务板块负责人均向梁汝波汇报。TikTok CEO周受资不再兼任字节跳动CFO，该公司财务部转向梁汝波汇报。11月18日，字节跳动表示其中國国内广告收入过去半年停止增长。这是該公司自2013年开启商业化以来，字節跳動首次出现此种情况。广告收入是字节跳动收入的主要来源。字节跳动旗下的抖音和今日头条两大产品均亦停止增长。
2022年4月25日，梁汝波发布内部信，宣布高准（Julie Gao）将加入公司，担任首席财务官（CFO），会在香港和新加坡办公。
2022年，受整体经济环境及公司发展节奏影响，字节跳动全年投资的公司为19家，同比降低 73%，投资金额 31.1 亿元人民币。
2023年12月，字節跳動因違規使用OpenAI技術研發大型語言模型，其帳戶被OpenAI暫停。據字節跳動員工在內部通訊平台飛書海外版Lark 的聊天紀錄，他們討論如何藉由數據遮蔽（Data Masking）粉飾證據並大量使用OpenAI技術。
美國东部時間2025年1月18日晚上22点30分（北京时间1月19日上午11点30分），字节跳动海外公司关闭了其在美国境内的多个业务（包括tiktok、lemon8、飞书国际版lark、剪映国际版capcut）。除非使用特别技术手段外（如VPN），大多数美国用户已无法使用上述服务。同時这些应用也从App Store和Google play的美國區下架。但在美国西部时间1月19日早上9点30分（北京时间1月20日凌晨1点30分），在美国后任总统特朗普对TikTok的美国业务涉事公司合法运营做出必要的澄清和法律保证后不久，TikTok又恢复了对美国用户的服务。

## 办公地点与总部

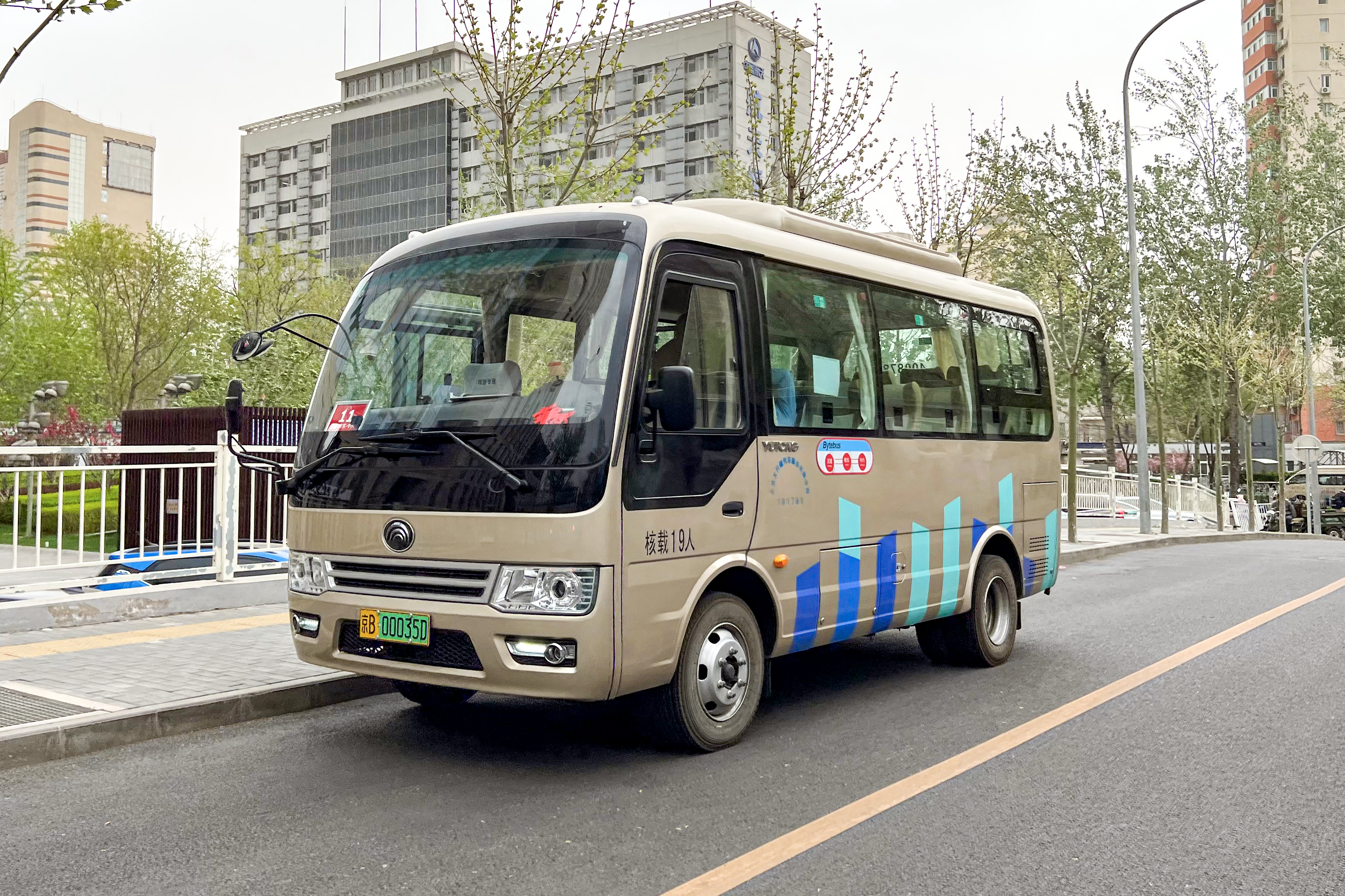
停靠在卫通办公楼下的字节跳动员工巴士

截至2021年，字节跳动在中国内地有240余个办公地点，其中仅北京市就有39个办公地点，字节跳动也在这些办公地之间开行通勤巴士。
字节跳动在北京长期缺乏自有产权办公楼，三十余个办公地点均为租赁性，直至2020年11月2日启用在北三环大钟寺耗资约50亿元购置的方恒时尚中心。字节跳动的总部一般被认为是北三环西路43号院中航广场，院内的一高一矮两座写字楼均有字节跳动的工区，但也有观点认为字节跳动并不存在总部，办公组织方式去中心化。

## 海外扩张与争议
另外，比起阿里巴巴、百度和腾讯，字节跳动在吸引国外的年轻受众方面更加成功。字节跳动在美国、东南亚、日本等地均获得用户青睐，被认为是中国科技公司中海外化最成功的案例。经济学人杂志认为它是第一家中国走出的国际科技巨头；2020年，除苹果公司之外，字节跳动也是唯一一家在中国和西方国家均拥有超过1亿用户的科技公司。在美国，TikTok被认为是YouTube和Instagram等社交媒体的主要竞争对手。
2023年3月24日，在一场持续了五个多小时的美国国会听证会上，联邦众议员就TikTok与中国的关联，严厉质询TikTok首席执行官周受资。
2024年3月7日，美国众议院能源和商业委员会通过了由众议员麦克·加拉格尔和拉贾·克里希纳穆尔蒂提出的《保护美国人免受外国对手控制应用程序侵害法案》（Protecting Americans from Foreign Adversary Controlled Applications Act）。法案表决前夕，TikTok向所有用户推送开屏广告，鼓动用户致电所在选区的众议员，向他们表达对该法案的不满。4月20日，美国众议院以360票对58票的投票结果通过了《21世纪以实力求和平法案》。该法案明確要求TikTok的母公司字節跳動在一年内出售其股份，否则TikTok将面临禁令。
2024年12月6日，美國哥倫比亞特區聯邦巡迴上訴法院駁回TikTok上訴的論點，維持TikTok在2025年1月19日前「不賣就禁」判決，認為美國政府有權禁止TikTok，因為TikTok的中國母公司字節跳動可能在中國政府壓力下提供美國1.7億用戶數據，對美國構成國家安全風險，禁令未違反美國憲法第一修正案所保護的言論自由，不過美國總統當選人唐納德·特朗普在競選期間曾經反對禁用TikTok。上訴法院作出裁決後，美國司法部長梅里克·加蘭支持法院判決，稱此為「阻止中國政府將TikTok武器化，收集大量美國人的敏感資訊、秘密操縱傳遞給美國受眾的內容，破壞美國國家安全的重要一步」。字節跳動隨即向美國最高法院提出上訴，將案件拖延至特朗普第二任期，各界關注即將再次出任總統的特朗普會如何處理。
2025年1月中旬临近，由于美国国会计划在1月19日于美国境内封杀TikTok， 大批TikTok美国用户开始向其他社交媒体平台转移，例如小红书或lemon8。字节跳动方面也引导美国用户转移至其自有其他平台lemon8。

## 產品
字节跳动公司开发了大量移动应用程式，被稱为「APP工厂」。

### 中国大陆
|              | 产品名                    | 推出时间   | 简介 |
| ------------ | ------------------------- | ---------- | --- |
| 信息流       | 今日头条                  | 2012年8月  | 聚合信息平台，另有针对低线城市用户的“今日头条极速版” |
| 信息流       | 抖音短视频                | 2016年9月  | 短视频应用，另有针对低线城市用户的“抖音极速版”。衍生应用包括抖音好友社交平台“多闪”、抖音视频编辑应用“剪映” |
| 信息流       | 抖音火山版                | 2016年4月  | 原为“火山小视频”，2020年1月并入抖音短视频 |
| 信息流       | 西瓜视频                  | 2016年5月  | 原为“今日头条”的视频板块，2016年拆分出“头条视频”应用，2017年6月更为现名 |
| 信息流       | 皮皮虾                    | 2018年8月  | 主打年轻人的内容互动社区 |
| 信息流       | 紅果短劇                  | 2023年8月  | 微短劇应用 |
|              | 懂车帝                    | 2017年8月  | 汽车资讯类手机应用 |
| SaaS         | 飞书                      | 2019年9月  | 企业办公套件 |
| SaaS         | 幕布                      |            | 在线文档应用。2018年6月收购。 |
| SaaS         | 朝夕日历                  |            | 时间管理工具。2017年9月收购。 |
| SaaS         | 黑帕云                    |            | 低代码平台。2022年3月收购。 |
| 云服务       | 灵驹                      |            | 2B在线算法服务。 |
| 云服务       | 火山引擎                  |            | 技术2B业务，包含SDK、API和SaaS。 |
| 云服务       | 字节云                    |            | 私有云。 |
| 云服务       | TerarkDB（前奇简软件）    |            | 专注于数据存储和数据检索的技术服务提供商。 |
| 广告平台     | 穿山甲                    |            | 广告联盟。 |
| 广告平台     | 巨量引擎                  |            | SMB广告营销。 |
| 广告平台     | 星图                      |            | 品牌主、MCN公司和明星/达人进行内容交易的服务平台。 |
| 广告平台     | 飞鱼                      |            | 企业CRM。 |
| 小说         | 番茄小说                  | 2019年11月 | 免费网络小说阅读平台 |
| 小说         | 番茄畅听                  | 2020年7月  | 长音频平台 |
| 工具         | 柠檬浏览器                |            | |
| 工具         | 黑罐头                    |            | 一站式素材共享平台。 |
| 图形图像工具 | 奇妙相机                  |            | |
| 图形图像工具 | 时光相册                  |            | 照片管理应用。2019年7月收购。 |
| 图形图像工具 | FaceU激萌/脸萌/FaceU Lite | 2016年1月  | 趣味拍照手机应用。2018年收购。 |
| 图形图像工具 | 轻颜相机                  | 2018年5月  | 美颜拍照手机应用。 |
| 图形图像工具 | 醒图                      |            | 修图工具 |
| 图形图像工具 | 图虫                      |            | 摄影图片交流平台。2014年12月收购。 |
| 房地产       | 住小帮（前生活始末）      |            | 家庭装修类社区。 |
| 房地产       | 幸福里                    |            | 房地产交易平台。2019年8月收购。 |
| 金融         | 放心借/满分APP            |            | 贷款和办理信用卡。 |
| 金融         | 华夏保险经纪              |            | 头条保险（今日保）. |
| 金融         | DOU分期                   |            | 分期付款 |
| 金融         | 放心花                    |            | 消费贷款 |
| 社交         | biu校园                   |            | 校园社交平台。2019年9月收购。 |
| 社交         | 多说（前多说有益）        |            | 基于社交网络的评论系统。 |
| 社交         | 安心家庭                  |            | 一个私密的家庭移动社交应用，提供育儿播客节目、家人位置追踪等服务。 |
| 社交         | 派對島                    | 2022年7月  | 实时线上活动社区 |
| 知识         | 好好学习                  |            | 知识服务类手机软件。2019年12月收购。 |
| 知识         | 好奇小知                  |            | 青少年知识学习 |
| 知识         | 抖音百科                  |            | 百科类网站，原名识典百科。2024年1月4日，识典百科更名为抖音百科。 |
| 知识         | 识典古籍                  |            | 古籍类网站，2022年10月11日上线，為北京大學與字節跳動合作項目 |
| 医疗         | 美中宜和                  |            | 美中宜和妇儿医院 |
| 医疗         | 百科名医网                |            | 医学科普知识平台。2020年5月收购。 |
| 医疗         | 小荷医疗                  |            | |
| 教育         | 瓜瓜龙                    |            | 包括瓜瓜龙英语、瓜瓜龙思维、瓜瓜龙语文的儿童启蒙教育在线平台。 |
| 教育         | 极课大数据                |            | 进校解决方案 |
| 教育         | 学浪                      |            | 综合学习平台 |
| 教育         | Ai学                      |            | 进校解决方案：自动批改作业 |
| 教育         | 读白背单词                |            | 通过美剧短视频片段学习单词。 |
| 教育         | 开言英语/开言简单学       |            | |
| 教育         | 孔明科技                  |            | 智能作业台灯，通过图像和语音识别技术，识别教材并进行语音输出。目前，孔明科技已经申请了多功能台灯的实用新型专利，以及“大力神灯”“大力魔镜”等商标。                                                                                                 |
| 教育         | 谭水源                    |            | 教学教研资源 |
| 教育         | 极课错题打印机            |            | |
| 求职         | 乐小活                    |            | 自由职业者服务平台，用科技助力灵活就业。 |
| 虚拟现实     | 维境视讯                  |            | VR视频直播。 |
| 虚拟现实     | Pico                      |            | VR设备与内容。 |
| 游戏         | 摸摸鱼                    |            | 基于休闲游戏和小众游戏的平台。 |
| 游戏         | 灵选游戏平台              |            | 类似于游戏类的B站，内容展现形式有游戏测评、游戏鉴赏、游戏攻略等。 |
| 游戏         | 朝夕光年                  |            | 游戏发行与开发 |
| 汽车         | 汽车云                    |            | IaaS（Infrastructure as a Service，基础设施即服务），即火山引擎公有云，包括计算、网络、存储三大能力；PaaS，即火山引擎-自动驾驶云服务，包括仿真平台、数据标注、图像渲染、数据拆包等能力；SaaS，包括服务管理、车辆管理、售后数据、生产数据等能力。 |
| 音乐文娱     | 汽水音乐                  |            | 音乐流媒体 |
| 音乐文娱     | 炙热星河                  |            | 音乐开放平台 |
| 音乐文娱     | 音乐帮                    |            | 音乐社区。 |
| 音乐文娱     | 一直看漫画                |            | 漫画平台 |
| 音乐文娱     | 影托邦                    |            | 购票务平台 |

#### 已停止运营
- 内涵段子：幽默类内容互动社区，2018年4月被国家广播电视总局永久关停。
- 悟空问答：问答类内容社区，由今日头条问答板块“头条问答”分拆而成，2018年重新并入“今日头条”。
- 值点：电商购物类应用，已下线。
- 新草：购物推荐平台，2019年8月收购，已下线。
- 泡芙：女性种草社区。
- 狸猫相机：美颜拍照软件，2019年8月收购，已下线。
- 互动百科：百科类网站，2019年9月收购，后并入“今日头条”，改名“头条百科”。现已改名为“抖音百科”。
- aiKID：在线教育平台，已并入GoGoKid。
- 大力课堂/大力小班：在线教育平台，已并入清北网校。
- 百万英雄：互动直播答题。已关停。
- 海豚股票（钠镁股票）：股票金融类应用。
- 海豚财富：金融资讯平台。
- 闪电搜题：拍照搜题。
- 你拍一：在线幼儿数理思维教育。
- 飞聊：兴趣社区、类Clubhouse。
- 心图：类Ins社区。
- 多闪：类Snapchat社交类产品，已并入抖音。
- 汤圆英语：真人短视频英语学习。
- 清北网校：K12网校。
- GoGoKid：在线外教少儿英语学习平台。
- 可颂: 独立种草APP“可颂”
- 小趣星: 儿童短视频。除了内容安全外，还可以匹配孩子年龄段的视频内容，内容包含天文地理、生活百科等趣味知识，此外也会科学设定使用时间，防止儿童用户眼睛的过度使用。
- 识区
- 灵选
- 海绵乐队
- 派对岛
- 抖音盒子：抖音电商旗下独立潮流电商APP
- 半次元：二次元社交媒体平台，于2018年被字节跳动收购，2023年停止运营。

### 中国大陆以外
- TikTok：抖音的海外版本，2017年8月发布。
- CapCut/ViaMaker：视频编辑应用“剪映”的海外版本，2020年4月发布。
- News Republic：全球移动新闻服务运营商，2017年11月收购
- Lark：企业办公套件，2019年4月上线[54]
- Fanno：面向欧洲的电子商务应用。
- Helo：印度的本地語內容聚合應用。[55]
- BaBe：印尼新闻聚合平台，2016年12月收购。
- Resso：东南亚地区的流媒体服务。
- Lemon8 (前Sharee)：面向日本市场的兴趣信息流，对标日本版的小红书。
- Jukedeck：英国人工智能音乐创作平台。2019年7月收购。
- SnapSolve：面向海外市场的拍照搜题软件。
- ULike：轻颜相机海外版。
- Fictum: 番茄小说海外版。
- SoundOn：音乐营销和分发平台。
- If yooou: 女性服飾電商。

#### 已停止运营
- musical.ly：短视频应用，2017年11月收购，现已与TikTok合并。
- Vigo Video/Hypster：火山小视频的海外版本，2017年7月发布，现已与TikTok合并。
- TopBuzz：今日头条的海外版本，2016年9月发布。2020年6月停止运营。
- 松鼠证券：香港地区券商。
- 恒星证券：前亚洲太平证券。
- Flipagram：美国短视频应用，2017年2月收购。
- BuzzVideo: 搞笑视频类应用。

## 开源项目
- DeerFlow：多智能体系统，支持深度研究、使用火山引擎从报告生成双人主持的播客等功能。[56]
- Lynx：跨平台UI框架。[57]

## 投资
- 产品
  - Live.Me：网络直播软件，2017年11月投资
  - 虎扑体育
  - 懂房帝
  - 欢喜传媒
  - DailyHunt
  - 石墨文档
  - 新升力教育
  - Vshow
  - 音遇

- 内容方
  - 花熊、新榜、财新世界说、30秒懂车、每天读点故事、极客公园、餐饮老板内参、东方IC、快看漫画、新智元、机器之心、阳光宽频、乐华娱乐。

- 广告营销服务代理商
  - 微聚信息、今日互联、金红花、灵豹广告、掌象、今日新媒体等，业务覆盖陕西、安徽、山西、深圳、福建、江苏等省市地区。

- 教育
  - 安心家庭、晓羊教育、AIKID、The Minerva Project、学小易、学霸君

- 风险投资公司
  - UpHonest Capital
  - XVC
  - 源码资本